# Torneo Promocional 1967 (Argentina)
El Torneo Promocional de 1967 fue un torneo oficial de AFA jugado por los equipos que salieron séptimo y octavo en cada una de las zonas del Campeonato Metropolitano de 1967, junto a los cuatro equipos del interior que cayeron en las finales del Torneo Regional de 1967. El campeón del torneo fue Gimnasia (LP) con 22 puntos.

## Equipos participantes
| Equipo                  | Ciudad                |
| ----------------------- | --------------------- |
| Juventud Alianza        | Santa Lucía           |
| Banfield                | Banfield              |
| Colón                   | Santa Fe              |
| Gimnasia y Esgrima (LP) | La Plata              |
| Huracán                 | Buenos Aires          |
| Olimpo                  | Bahía Blanca          |
| Racing                  | Córdoba               |
| Sportivo Guzmán         | San Miguel de Tucumán |

## Tabla de posiciones final
| Pos | Equipo                  | Pts | PJ | G  | E | P  | GF | GC | DIF |
| --- | ----------------------- | --- | -- | -- | - | -- | -- | -- | --- |
| 1º  | Gimnasia y Esgrima (LP) | 22  | 14 | 10 | 2 | 2  | 35 | 11 | 24  |
| 2º  | Huracán                 | 21  | 14 | 9  | 3 | 2  | 36 | 15 | 21  |
| 3º  | Colón                   | 18  | 14 | 6  | 6 | 2  | 23 | 17 | 16  |
| 4º  | Banfield                | 17  | 14 | 7  | 3 | 4  | 37 | 18 | 19  |
| 5º  | Sportivo Guzmán         | 13  | 14 | 4  | 5 | 5  | 20 | 24 | -4  |
| 6º  | Racing (C)              | 8   | 14 | 3  | 2 | 9  | 16 | 30 | -14 |
| 7º  | Olimpo                  | 8   | 14 | 3  | 2 | 9  | 17 | 39 | -22 |
| 8º  | Juventud Alianza        | 5   | 14 | 2  | 1 | 11 | 18 | 48 | -30 |

|  |          |
|  | Campeón. |

## Resultados
Fecha 1 (10 de septiembre)
Olimpo 1-3 Huracán
Gimnasia (LP) 0-0 Banfield
Juventud Alianza 1-1 Sp. Guzmán
Racing (Córdoba) 1-1 Colón
Fecha 2 (17 de septiembre)
Sp. Guzmán 1-1 Olimpo
Colón 2-1 Juventud Alianza
Huracán 3-2 Gimnasia (LP)
Banfield 3-2 Racing (Córdoba)
Fecha 3 (24 de septiembre)
Juventud Alianza 2-5 Banfield
Racing (Córdoba) 4-2 Huracán
Olimpo 2-3 Colón
Gimnasia (LP) 3-1 Sp. Guzmán
Fecha 4 (1 de octubre)
Banfield 8-0 Olimpo
Huracán 8-2 Juventud Alianza
Colón 1-1 Gimnasia (LP)
Sp. Guzmán 0-0 Racing (Córdoba)
Fecha 5 (6 de octubre)
Banfield 1-0 Colón
Olimpo 4-2 Juventud Alianza
Racing (Córdoba) 0-1 Gimnasia (LP)
Huracán 3-0 Sp. Guzmán
Fecha 6 (15 de octubre)
Sp. Guzmán 2-2 Colón
Gimnasia (LP) 3-0 Olimpo
Juventud Alianza 3-2 Racing (Córdoba)
Banfield 0-1 Huracán
Fecha 7 (22 de octubre)
Huracán 1-1 Colón
Olimpo 3-1 Racing (Córdoba)
Sp. Guzmán 4-2 Banfield
Juventud Alianza 0-1 Gimnasia (LP)
Fecha 8 (29 de octubre)
Huracán 0-0 Olimpo
Colón 1-0 Racing (Córdoba)
Sp. Guzmán 3-1 Juventud Alianza
Banfield 2-0 Gimnasia (LP)
Fecha 9 (5 de noviembre)
Juventud Alianza 1-2 Colón
Olimpo 0-4 Sp. Guzmán
Racing (Córdoba) 2-0 Banfield
Gimnasia (LP) 3-2 Huracán
Fecha 10 (12 de noviembre)
Colón 3-0 Olimpo
Banfield 6-1 Juventud Alianza
Huracán 4-0 Racing (Córdoba)
Sp. Guzmán 0-2 Gimnasia (LP)
Fecha 11 (17 de noviembre)
Gimnasia (LP) 5-0 Colón
Racing (Córdoba) 0-3 Sp. Guzmán
Olimpo 0-6 Banfield
Juventud Alianza 1-3 Huracán
Fecha 12 (25 y 26 de noviembre)
Gimnasia (LP) 6-1 Racing (Córdoba)
Colón 2-2 Banfield
Juventud Alianza 1-4 Olimpo
Sp. Guzmán 0-3 Huracán
Fecha 13 (1 de diciembre)
Huracán 3-1 Banfield
Racing (Córdoba) 1-2 Juventud Alianza
Olimpo 1-2 Gimnasia (LP)
Colón 5-0 Sp. Guzmán
Fecha 14 (10 de diciembre)
Gimnasia (LP) 6-0 Juventud Alianza
Banfield 1-1 Sp. Guzmán
Colón 0-0 Huracán
Racing (Córdoba) 2-1 Olimpo